# Werner Strik (Mediziner, 1958)

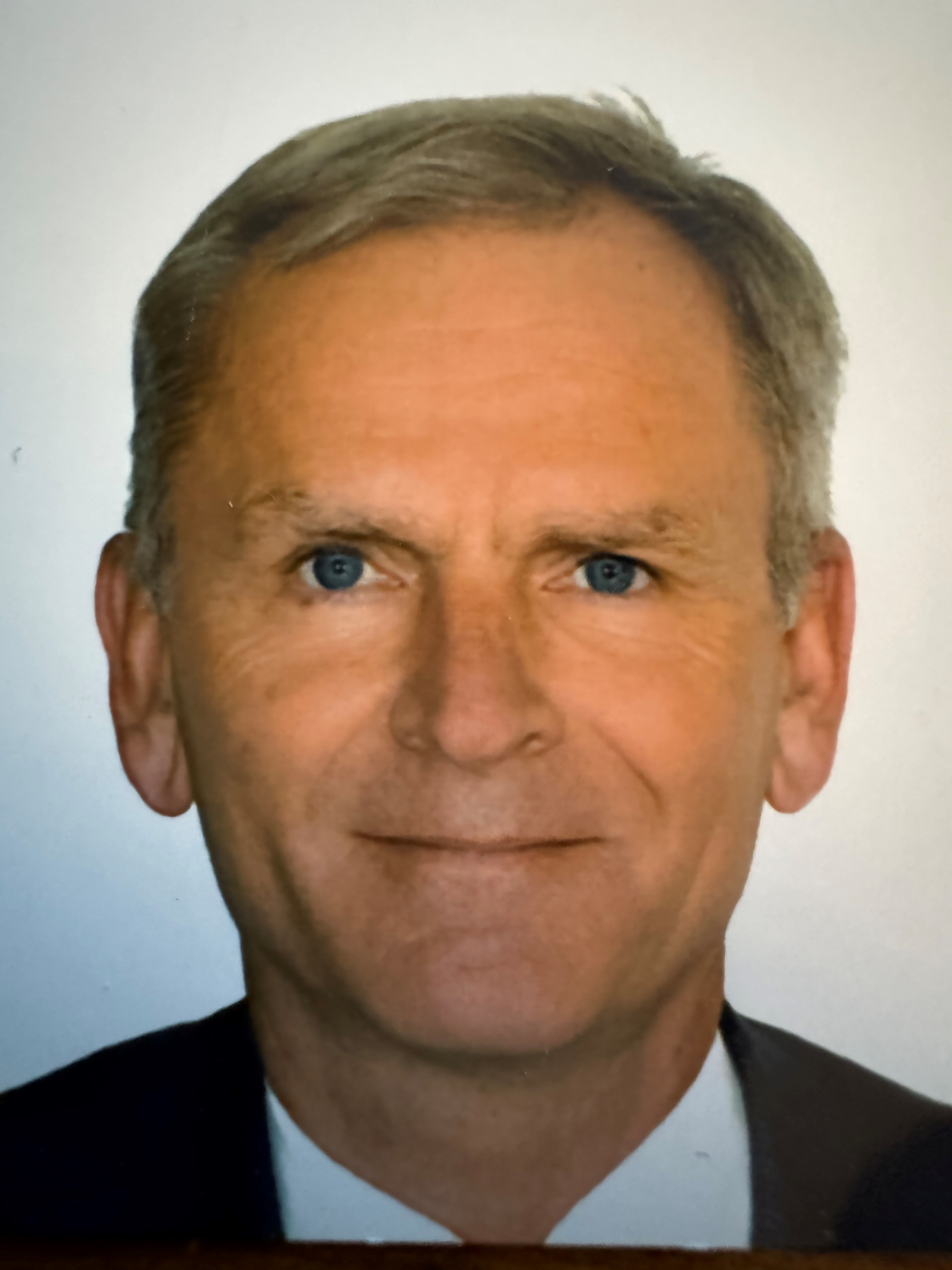
Werner Strik 2023

Werner Konrad Othmar Strik (* 26. Oktober 1958 in Gamburg) ist ein deutsch-italienischer Psychiater und Psychotherapeut. Er ist emeritierter Professor für Psychiatrie und Psychotherapie an der Universität Bern und war von 1998 bis 2024 Direktor der Universitätsklinik für Psychiatrie und Psychotherapie in Bern.

## Leben

### Ausbildung und Zeit in Würzburg
Werner Strik ist der Sohn des Internisten Werner Othmar Strik. Er studierte von 1979 bis 1985 Medizin an der Universität Florenz, wo er im Februar 1986 promovierte (MD in Medizin und Chirurgie, Thema: Psychogenic spontaneous bleedings in hemophilia). Seine Facharztausbildung absolvierte er 1986–1989 an der Psychiatrischen Klinik (bei Adolfo Pazzagli) und der Neurologischen Klinik (bei Roberto Zappoli) der Universität Florenz sowie 1989–1999 an der Psychiatrischen Universitätsklinik Würzburg (bei Helmut Beckmann).
Im August 1990 wurde er Facharzt für Psychiatrie und Psychotherapie und im Oktober 1991 promovierte er erneut an der Universität Würzburg mit dem Thema Die P300-Welle bei schizophrenen Patienten nach Remission der akuten Psychose: Zusammenhänge mit Verlaufsparametern und diagnostischen Untergruppen nach Leonhard.
Es schloss sich ein Forschungsaufenthalt bei Dietrich Lehmann im EEG-EP-Mapping Labor der Neurologischen Klinik des Universitätsspitals Zürich von November 1991 bis Oktober 1993 an, welcher durch ein Stipendium der Deutschen Forschungsgemeinschaft gefördert wurde.
Im November 1993 kehrte er nach Würzburg zurück und wurde Vizedirektor der Psychiatrischen Universitätsklinik Würzburg und dort Leiter der Abteilung für Psychiatrische Neurophysiologie. Er habilitierte sich im Juli 1994 an der Universität Würzburg zum Thema Mikrozustände der hirnelektrischen Felder: Methode und Ergebnisse  bei Gesunden und psychiatrischen Patienten. und wurde Privatdozent.

### Zeit in Bern
Im Oktober 1998 wurde Strik als Nachfolger von Wolfgang Böker ordentlicher Professor für Klinische Psychiatrie an der Universität Bern. Gleichzeitig wurde er der achte Direktor der Universitätsklinik für Klinische Psychiatrie, die unter seiner Leitung erweitert wurde. 2007 wurde die Klinik für Sozialpsychiatrie, kurz danach die Psychiatrische Poliklinik des Inselspitals mit seiner Klinik fusioniert. 2011 wurde das Gemeindepsychiatrische Zentrum West in Bümpliz sowie die Forensische Station Etoine eröffnet, die auch zur von ihm geleiteten Klinik gehörten.
Die Klinik führt seit 2011 den Namen Universitätsklinik für Psychiatrie und Psychotherapie. Folgende Zentren gehörten dazu: das Zentrum für Psychotherapie, das Zentrum für Affektive Erkrankungen, das Zentrum für Suchtpsychiatrie, das Zentrum für Schizophrenie und Psychose, das Zentrum für Neuropsychiatrie sowie das Zentrum für forensische Intensivpsychiatrie. 2003 ließ Strik das Berner Bündnis gegen Depression nach deutschem Vorbild gründen und aufbauen.
2009 war er „an einer denkwürdigen Sitzung“ im Schlössli Waldau zur Gründung eines universitären Neurozentrums in Bern gemeinsam mit 3 weiteren Fachkollegen beteiligt. Dieser Plan wurde in den folgenden Jahren stufenweise umgesetzt.
Für die Weiterbildung der Assistenzärzte organisierte er einen modularen Weiterbildungsverbund für den Kanton Bern, welcher der Vorläufer des 2013 gegründeten Weiterbildungsvereins WeBe+ werden sollte.
Bei der Dachorganisation, den Universitären Psychiatrischen Diensten Bern (UPD Bern), war er von Juli 2000 bis Juli 2002 geschäftsführender Direktor ad interim und von August 2002 bis August 2007 ärztlicher Direktor. 2009 trat er wieder in die Geschäftsleitung der UPD Bern qua Amt als Klinikdirektor ein.
Strik war von Januar 1999 bis Dezember 2006 Präsident der Sektion für Psychophysiologie der World Psychiatric Association. Von Januar 2002 bis Dezember 2007 präsidierte er die Schweizerische Gesellschaft für Biologische Psychiatrie (SSBP) und von Juli 2003 bis 2023 war er Editor in Chief der Zeitschrift Neuropsychobiology.
Erfolge bei der Psychiatrieplanung, der Lehre, Nachwuchsförderung und Forschung, der Fakultätsmitarbeit mit Kommissionstätigkeit, Vorstandsfunktionen in Berufsgesellschaften, Symposien der Öffentlichkeitsarbeit und nicht zuletzt sein grosses, persönliches Engagement für die Behandlung der psychiatrischen Patienten werden in der Laudatio des Abschiedssymposiums 2024 gewürdigt.
Im März 2012 wurde Strik durch die damalige UPD-Direktorin und Juristin Regula Mader vom Dienst freigestellt. In offenen Briefen wird Strik von 68 seiner akademischen Mitarbeiter sowie von Pflegefachpersonen, Studenten und Schweizer wie Nichtschweizer Fachkollegen unterstützt. Die medizinische Fakultät Bern stellt sich mit 79 Unterschriften geschlossen hinter ihn. Eine Entlassung lehnte die Universitätsleitung im Juni 2012 ab. Da keine Einigkeit erzielt wurde, ging der Entscheid an den Regierungsrat des Kantons Bern, der am 27. Juni 2012 die Freistellung Striks als Klinikdirektor als provisorische Maßnahme, nicht aber als Ordinarius bestätigte und ankündigte, eine Entlassung zu prüfen. Am 5. Dezember 2012 gab der Regierungsrat bekannt, dass Strik nicht entlassen und die Freistellung per sofort aufgehoben wird. Gemäß dem Bericht des Regierungsrates lagen keine stichhaltigen Gründe vor, welche das Entlassungsgesuch rechtfertigten. Die Berner Zeitung fasst es am 6. Dezember 2012 noch einmal zusammen: Der Bericht habe die Vorwürfe geprüft, am Ende sei nichts übrig geblieben und Werner Strik stehe mit reiner Weste da. Das Hauptargument, ein zerrüttetes Verhältnis zwischen Mader und Strik, habe seine Ursache «überwiegend in den zu Unrecht erhobenen Vorwürfen» durch Mader selbst. Der Verfasser vermutet, dass Frau Mader nur das Bauernopfer eines Regierungsrates war, der Strik loswerden wollte.
Anlässlich seiner Emeritierung fand ein Abschiedssymposium statt, wo 15 Referenten und Weggefährten die 25 Jahre seiner Leitung für die Entwicklung der Psychiatrie im Kanton Bern würdigten. Die Integration der Forensischen Psychiatrie, die Gründung des Neurozentrums am Inselspital wurden besonders hervorgehoben. Eine gute interdisziplinäre Zusammenarbeit zwischen Ärzten, Psychologen, Pflegenden und Sozialarbeitern habe zu einer Qualitätssteigerung in der Behandlung und Betreuung geführt. Auch die Forschungstätigkeit, der gute Patientenkontakt sowie die Förderung der Angehörigenarbeit wurden gewürdigt. Strik selbst sieht den Kern und die größte Herausforderung seiner Tätigkeit darin, die Mitarbeiter, Patienten und Stakeholder zusammenzubringen und sich gemeinsam für eine gute Psychiatrie im Kanton Bern einzusetzen. Bezogen auf die geplante Fusion mit dem Psychiatriezentrum Münsingen mahnte er, «die kritische Größe einer Organisation nicht aus den Augen zu verlieren».
In einem Interview mit Markus Aschwanden nimmt Strik zu Sparübungen, Zwangsmassnahmen und der Kritik an seiner Person Stellung. Er wird als „der wohl streitbarste Mann der Universitären Psychiatrischen Dienste“ angekündigt. Die Ökonomisierung sei sicherlich die Ursache für viele Probleme. Man könne ein Spital nicht wie einen Produktionsbetrieb organisieren. Die Kosten der Psychiatrie würden viel weniger als in anderen Fächern steigen. Umgekehrt erspare die Psychiatrie der Gesellschaft hohe Folgekosten. Die präventiven Leistungen der Psychiatrie seien nicht leicht zu erkennen – was verhindert wurde, kann nicht gezählt werden. Der finanziellen Verantwortung gegenüber der Gesellschaft sei er sich jedoch bewusst gewesen, er habe mehrfach Sparauflagen umgesetzt. Es brauche jedoch Gehör und Respekt für das Fachpersonal.
Strik ist verheiratet und hat zwei erwachsene Kinder.
Ende Januar 2024 wurde Werner Strik emeritiert und gab die Führung der Universitätsklinik für Psychiatrie und Psychotherapie an seine Nachfolgerin Kristina Adorjan ab.

## Forschung
Strik ist Gründungsmitglied von „Clinical Neuroscience Bern“, einem 2005 gegründeten interfakultären Forschungsverbund der Universität Bern und hatte Einsitz im 12-köpfigen Board.
Strik leitete das „Zentrum für Translationale Forschung“ (ZTF) als Forschungsbereich der Universitätsklinik für Psychiatrie und Psychotherapie mit mehreren Projektgruppen, wo Klinische Forscher mit methodologischen Experten zusammengebracht werden, um Fragestellungen wie z. B. die Ätiopathogenese, Behandlung und Prävention psychischer Erkrankungen zu bearbeiten.
Gemeinsam mit Thomas Dierks leitete er dort die Gruppe „SyNoPsis“ (Systems Neuroscience of Psychosis). Diesem Ansatz liegen folgenden Annahmen zugrunde:
Traditionelle diagnostischen Klassifizierungssysteme für psychotische Störungen seien auch Gründe für mangelnde Innovation und Entwicklung in der Psychiatrie. Bezug wird für klassische Symptome auf neuroanatomische und neurofunktionelle Grundlagen genommen, die heute ausreichend bekannt sind. Die alten Diagnosen ließen sich retten wenn die klinischen Symptome mit modernen neurobiologischen Erkenntnissen zusammengeführt und neu geordnet werden. Gehirn, Verhalten und Selbstberichte der Patienten sollen «synoptisch» zusammengeführt werden:
Bekannte Hirnsysteme, die in der Neurologie seit vielen Jahren konsolidiert und bestätigt sind, sollen mit den Symptomen in Beziehung gebracht werden, die wirklich die Schwierigkeiten machen im Alltag, die Lebensläufe verändern und die den Leidensdruck verursachen. Bei der Psychose handele es sich im Kern um eine Kommunikationsstörung. Wenn das Wechselspiel der für eine erfolgreiche Kommunikation nötigen Elemente aus dem Gleichgewicht gebracht wird, können sich Missverständnisse und Reaktionen aufschaukeln und die betroffene Person in unverständliches Fehlverhalten oder in die soziale Isolation treiben. Die Ursache liege in drei Hirnsystemen, die auch auf der Ebene des Verhaltens eine Gliederung in drei Kommunikationsdomänen (Sprache, Psychomotorik und Affektivität) nahelegen.
Die drei Hirnsysteme sind:
- das Sprachsystem, (grammatisch inkorrekte Sätze formulieren, Gedanken nicht korrekt äußern können, oder fremde Stimmen hören).
- das Hirnsystem für Motorik (oft erstarren, fahrige und unverständliche Gesten).
- das limbische System, was zuständig für Gefühle ist. Der emotionale Wert einer Wahnidee sei in der großen Mehrzahl eine bedrohliche Valenz (z. B. es geht um Vergiftung, Verfolgung, Vernichtung, manchmal sogar bis hin zur Verfolgung durch den Teufel). Oder extreme Machtgefühle durch Inspiration oder Legitimation von Gott oder von höheren Mächten oder von den USA oder vom CIA drehen sich um Macht und Bedrohung.[34]

Es sei notwendig, diese Verbindung zwischen der spezifischen Psychopathologie und den groß angelegten Gehirnsystemen stärker zu erforschen, um das Verständnis von psychischen Störungen zu verbessern und dadurch effizientere und individuell wirksame Behandlungen zu entwickeln. Man kommt so zu einem Fortschritt bei der Vorhersage des Krankheitsverlaufs und der Prävention für diese Störungen.
Man versucht, die Symptome von Psychosen von ähnlichen Symptomen anderer Diagnosen abzugrenzen und ihre spezifischen Ursachen zu finden.
Die Berner Psychopathologieskala (BPS) zur Beurteilung systemspezifischer psychotischer Symptome erfasst separat für die drei Systeme negative oder positive Abweichungen vom Normalen, was zu sechs klinischen Symptomen führt und diese werden mit physiologischen Funktionen abgeglichen.
Diese Perspektive wird nicht nur auf die Forschung, sondern auch auf die klinische Arbeit bezogen und erlaubt spezifischere Behandlungen. Man könne besser und schneller Kontakt zum Patienten aufnehmen, Vertrauen aufbauen und besser unterscheiden, was Schizophrene brauchen, wenn eher ihr Sprachsystem oder ihr Bewegungssystem oder ihr Macht- oder Bedrohungsgefühl gestört seien. Das habe bereits dazu geführt, dass in Bern weniger Psychopharmaka gegeben werden müssten.

## Schriften
Mit Stand 10. Januar 2024 werden im Web of Science 303 Originalarbeiten mit zuletzt über 700 Zitaten pro Jahr aufgeführt, der Impact-Faktor liegt bei 59. Researchgate kennt ebenfalls mit Stand des gleichen Tages 374 Publikationen mit 44'736 Reads und 12'480 Zitierungen. Auch Google Scholar liefert eine Übersicht der wichtigsten Arbeiten und ihre Zitierungen.

### Auswahl
- W. Strik: Die psychische Erkrankung Vincent van Goghs. In: Der Nervenarzt. Band 68, 1997, S. 401–409.
- W. Strik, A. Fallgatter, G. Stoeber, E. Franzek, H. Beckmann: Specific P300 features in patients with cycloid psychosis. In: Acta Psychiatrica Scandinavica. Band 95, Nr. 1, 1997, S. 67–72.
- W. Strik, A. Fallgatter, D. Brandeis, R. Pascual-Marqui: Three-dimensional tomography of event-related potentials during response inhibition: evidence for phasic frontal lobe activation. In: Electroencephalography and Clinical Neurophysiology/Evoked Potentials Section. Band 108, Nr. 4, 1998, S. 406–413.
- D. Hubl, M. Hauf, C. van Swam, R. Müri, T. Dierks, W. Strik: Hearing dysphasic voices. In: The Lancet. Band 370, Nr. 9586, 2007, S. 538.
- W. Strik, A. Wopfner, H. Horn, P. Koschorke, N. Razavi, S. Walther, G. Wirtz: The Bern psychopathology scale for the assessment of system-specific psychotic symptoms. In: Neuropsychobiology. Band 61, Nr. 4, 2010, S. 197–209.
- S. Walther, W. Strik: Motor symptoms and schizophrenia. In: Neuropsychobiology. Band 66, Nr. 2, 2012, S. 77–92.
- G. Schoretsanitis, A. Kutynia, K. Stegmayer, W. Strik, S. Walther: Keep at bay!–Abnormal personal space regulation as marker of paranoia in schizophrenia. In: European Psychiatry. Band 31, 2016, S. 1–7..
- W. Strik, T. Dierks: Biologische Psychopathologie. Kohlhammer, Stuttgart 2011, ISBN 978-3-17-019838-8.
- W. Strik, K. Stegmayer, S. Walther, T. Dierks: Systems Neuroscience of Psychosis: Mapping Schizophrenia Symptoms onto Brain Systems. In: Neuropsychobiology. Band 75, 2017, S. 100–116. karger.com